# Principalidealsatsen
Inom matematiken är principalidealsatsen ett resultat i klasskroppsteori som säger att för varje algebraisk talkropp
K och varje ideal I av ringen av heltal av K, om L är Hilbertklasskroppen av K, då är 
{\displaystyle IO_{L}\ }
ett principalideal αOL, där OL är ringen av heltal av L och α något element i det. I andra ord, utvidgning av ideal ger en avbildning från klassgruppen av K till klassgruppen av L, som sänder alla idealklasser till klassen av ett principalideal. Det förmodades av David Hilbert, och var den sista aspekten i hans program om klasskroppar att bevisas, vilket gjordes runt 1930.
Problemet reducerades till ett problem i ändlig gruppteori av Emil Artin. Problemet löstes slutligen av Philipp Furtwängler.